# Franck R. Havenner
Franck Roberts Havenner (ur. 20 września 1882 w Sherwood, zm. 24 lipca 1967 w San Francisco) – amerykański polityk, członek Partii Postępowej, a następnie Partii Demokratycznej.

## Działalność polityczna
W okresie od 3 stycznia 1937 do 3 stycznia 1941 przez dwie kadencje i ponownie od 3 stycznia 1945 do 3 stycznia 1953 przez cztery kadencje był przedstawicielem 4. okręgu wyborczego w stanie Kalifornia w Izbie Reprezentantów Stanów Zjednoczonych.